# Heidelberg (Mississippi)
Heidelberg é uma cidade  localizada no estado americano de Mississippi, no Condado de Jasper.

## Demografia
Segundo o censo americano de 2000, a sua população era de 840 habitantes.
Em 2006, foi estimada uma população de 812, um decréscimo de 28 (-3.3%).

## Geografia
De acordo com o United States Census Bureau tem uma área de
13,3 km², dos quais 13,2 km² cobertos por terra e 0,1 km² cobertos por água. Heidelberg localiza-se a aproximadamente 157 m acima do nível do mar.

## Localidades na vizinhança
O diagrama seguinte representa as localidades num raio de 32 km ao redor de Heidelberg.